# Чавчанидзе, Иван Фёдорович
Иван Фёдорович Чавчанидзе (груз. ივანე თედორეს ძე ჭავჭანიძე, 1886, Хони, Имеретия — 1946, Париж) — грузинский политик, член Учредительного собрания Грузии.

## Биография
Окончил физико-математический факультет Императорского Московского университета.
Со студенческих лет член Социал-демократической рабочей партии.
Работал учителем гимназии и в других учреждениях. Сотрудничал с грузинскими издательствами, издавал балетные и драматические произведения; Использовал псевдоним «И. Ч-дзе».
После февральской революции 1917 года был избран мэром Хони[уточнить].
12 марта 1919 года избран членом Учредительного собрания Грузии по списку социал-демократической партии Грузии. Был председателем дорожной комиссии, секретарем мандатной комиссии, членом комитета по рекомендациям, самоуправлению, финансам и бюджету. Работал в профсоюзном бюро; Был заместителем председателя Центрального продовольственного совета. В то же время он заместитель министра снабжения, а затем и министра внутренних дел[уточнить].
В 1921 году, после советизации Грузии, покинул свою родину; жил во Франции и продолжал работать в партийных организациях.